# 사랑을 가르쳐 드립니다
《사랑을 가르쳐 드립니다》는 2010년 10월 10일에 MBC에서 방영한 일요 드라마극장의 5편 중 한 편이다.

## 줄거리
진이는 오랫동안 짝사랑해오던 철우의 마음을 얻기 위해 연애 컨설턴트 회사를 찾아간다. 연애 돕는 베테랑 컨설턴트 태준은 진이에게, 연애는 게임이고 사랑은 전략이라며 머리부터 발끝까지 변화를 시킨다. 그리고 우연한 만남을 만들어 데이트하게 된 철우와 진이는 데이트를 하지만, 진이는 계속해서 실수를 하게 된다.

## 등장 인물

### 주요 인물
- 김규리 : 이진이 역 - 12년 간의 짝사랑을 간직한 지고지순 폭탄녀 조경사
- 기태영 : 권태준 역 - 사랑은 ‘기브 앤 테이크’라는 작업의 달인 연애 컨설턴트
- 양진우 : 철우 역 - 진이의 짝사랑남
- 이성민 : 박용대 역
- 현우 : 오지랖 역

### 그 외 인물
- 김다은
- 김결
- 박창희
- 고유미
- 윤홍빈 (아역)
- 이예림
- 이수연
- 정선아
- 이빛나
- 이성민
- 김병만
- 이세나
- 박정주
- 이재민

### 특별출연
- 김광규